# Szerzyny
Szerzyny – wieś w Polsce, położona w województwie małopolskim, w powiecie tarnowskim. Miejscowość jest siedzibą gminy Szerzyny. Pod względem geograficznym znajduje się na Pogórzu Ciężkowickim u południowych podnóży Pasma Brzanki. Przez miejscowość przepływa rzeka Olszynka.

## Integralne części wsi
| SIMC    | Nazwa     | Rodzaj    |
| ------- | --------- | --------- |
| 0832500 | Maślaki   | część wsi |
| 0832516 | Nadole    | część wsi |
| 0832522 | Nagórze   | część wsi |
| 0832539 | Podlesie  | część wsi |
| 0832545 | Radoszyce | część wsi |
| 0832551 | Średnie   | część wsi |

## Historia
Pierwsze informacje o osadnictwie na terenie Szerzyn pochodzą z XII w. a lokacja wsi odbyła się w 1368 r. W 1348 r. wieś Szerzyny otrzymała prawo niemieckie i uposażenie parafii. Szerzyny były osadą liczącą 64 łany. Była to wieś o stosunkowo dużej powierzchni. Uposażenie sołtysa w tej wsi było stosunkowo wysokie i wynosiło 6 łanów wolnych. Posiadał dochody z 2 karczm, 1 młyna, 2 rybników oraz z jatki: rzeźni, piekarskiej i szewskiej. Przeciętna wielkość gospodarstwa chłopskiego wynosiła początkowo 1 łan. Dziedzicami Szerzyn byli Jan i Spytko z Melsztyna, Jan Jordana z Zakliczyna. W XVI w. dobra szerzyńskie należały do magnackiej rodziny Ocieskich. W 1595 roku wieś położona w powiecie bieckim województwa krakowskiego była własnością starosty olsztyńskiego Joachima Ocieskiego. W XVIII w. dobra szerzyńskie były w posiadaniu Uniatyckich, Stadnickich i Rogawskich. W XIX w. Szerzyny należały do rodziny Kochanowskich.
3 marca 1731 roku właściciel Szerzyn Stefan Uniatycki uzyskał od Augusta II Sasa zgodę na założenie w miejsce wsi miasteczka o nazwie Stefanów. Prawdopodobnie miasteczko powstało, ale nazwa miejscowości nie uległa zmianie. Nowe miasteczko uzyskało pewne przywileje, mianowicie: nadano mu prawo do 12 jarmarków rocznie, cotygodniowych targów w niedzielę oraz zwolniono je na 8 lat od wszelkich ciężarów podatkowych.
Szerzyny były świadkiem wielu historycznych zawirowań. Rok 1846 przyniósł wzrost nastrojów antyaustriackich, które w rezultacie doprowadziły do powstania. Objęło ono swym zasięgiem Galicję, w skład której wchodziły i Szerzyny. Niestety, chłopi galicyjscy w umiejętny sposób prowokowani przez Austriaków, swoją nienawiść wymierzyli nie w zaborców, ale w dwory szlacheckie, upatrując w szlachcie przyczyny swej nędzy.
Szerzyńscy chłopi jednak nie zamordowali członków rodziny Kochanowskich, gdyż doznali wiele dobra ze strony dworu. Natomiast niesławnie wyróżniali się w tym czasie chłopi z Ołpin, Żurowej i Binarowej, których tłumy napadły na dwór w nocy z 20 na 21 lutego 1846 roku. Zrabowali siedzibę dziedzica, zabudowania gospodarcze i gorzelnię. Istnieje anegdota, że chłopi rabując dwór, oszczędzili portret babki Kochanowskiego – hrabiny Goluchowskiej, którą z powodu mocno wypudrowanej fryzury uznali za świętą i kazali powiesić jej wizerunek w miejscowym kościele.

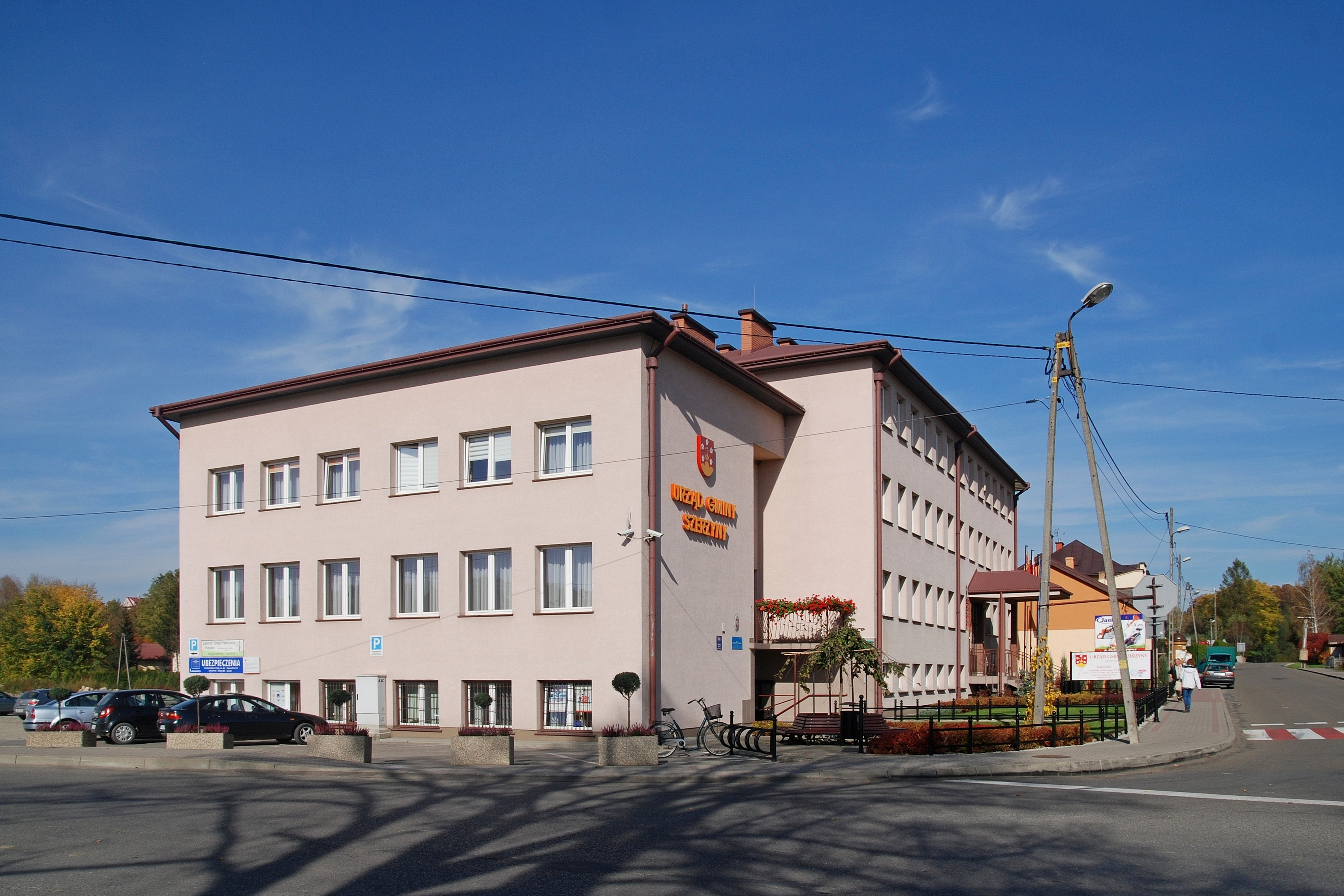
Urząd Gminy
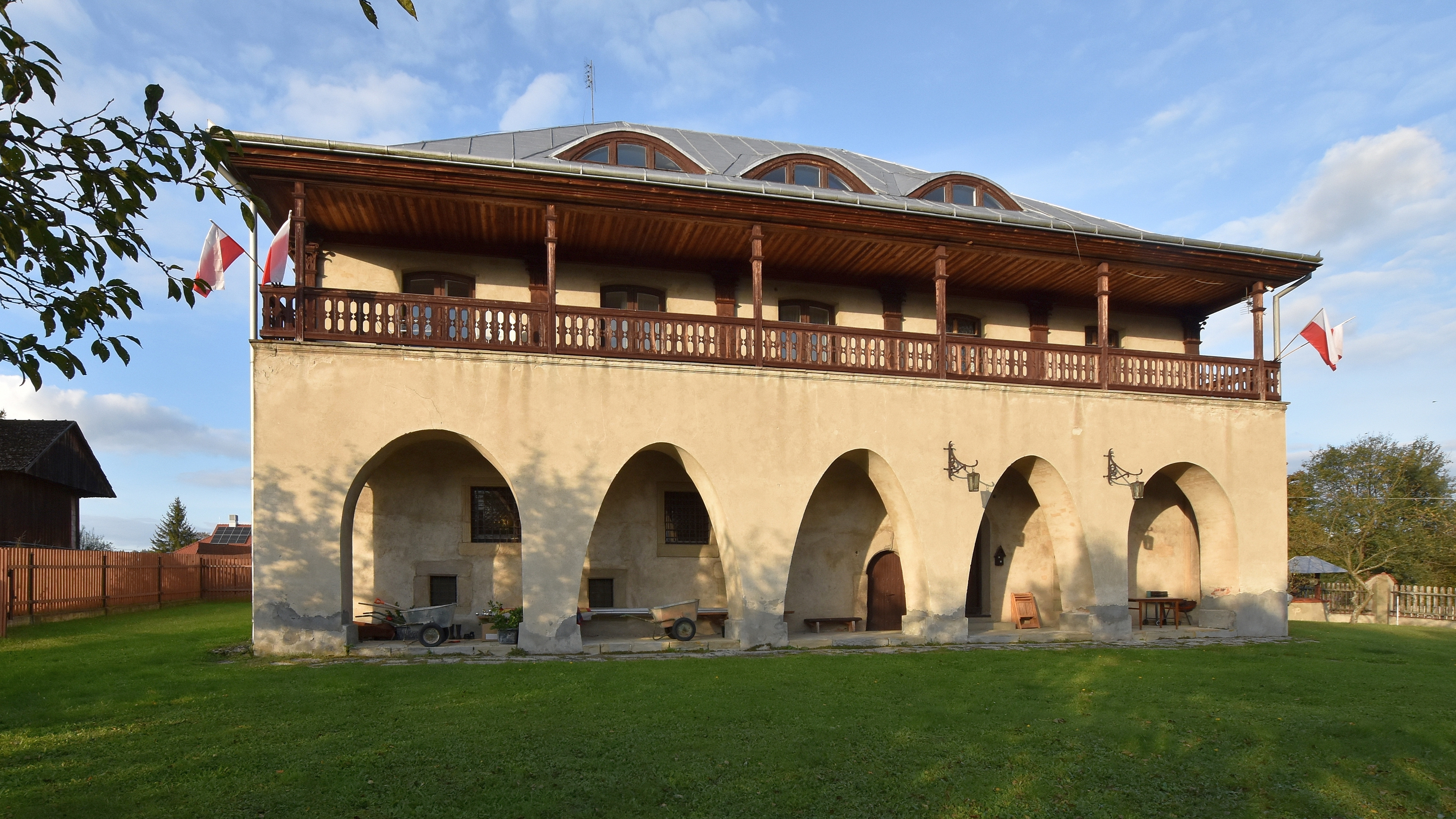
Dwór, obecnie plebania
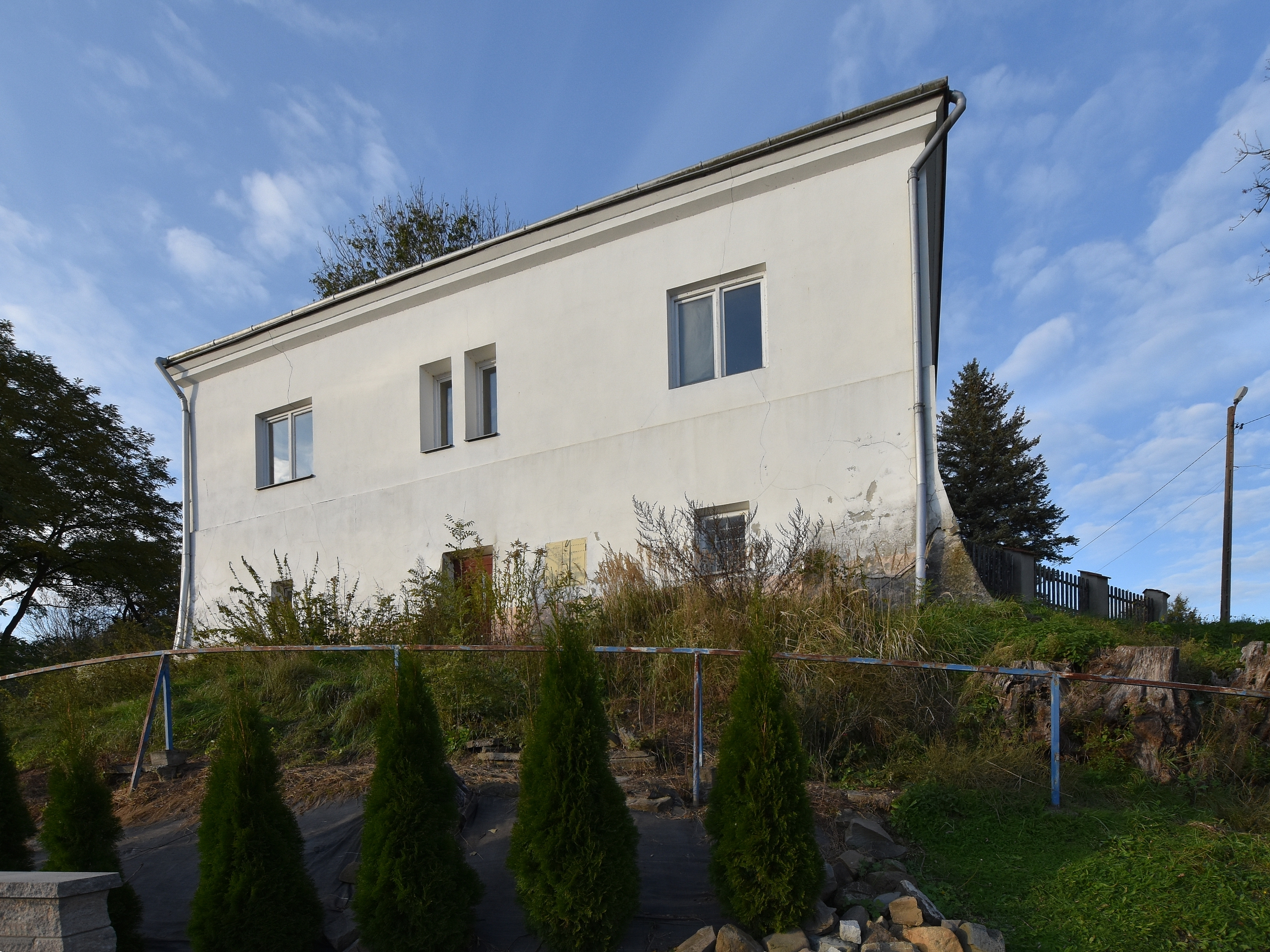
Oficyna dworska

W czasie rabacji zniszczono zboże w dworskich spichlerzach, co sprawiło, że nie było czym obsiać pól. Rzecz jasna, pociągnęło to za sobą klęskę głodu. Ludzie jedli wszystko: plewy, główki lniane, korę z drzew. Po polach gniły nieuprzątnięte trupy. Wywołało to epidemię cholery i tyfusu. Te zakaźne choroby zebrały krwawe żniwo – w samych Szerzynach zmarło wtedy ponad 400 osób, które pochowano na dwóch cmentarzach, zwanych cholerycznymi.
Podczas I wojny światowej Szerzyny były areną działań zbrojnych. Przetoczyła się przez nie ofensywa austriacka i rosyjska. Od jesieni 1914 roku do maja 1915 r. toczyła się zwycięska dla Austriaków bitwa gorlicka, która zasięgiem swym objęła także okolice Szerzyn. Śladem tych zmagań wojennych są między innymi trzy cmentarze, znajdujące się na terenie Szerzyn. W czasie II wojny światowej działa tutaj prężnie placówka Armii Krajowej. W 1944 r. w maju utworzono we wsi konspiracyjną Gminną Radę Narodową, a 17 stycznia 1945 r. teren gminy został wyzwolony przez wojska radzieckie.
W czasie okupacji niemieckiej mieszkający we wsi Marian Sikorski udzielił pomocy Ewie, Annie i Alicji Kleinberg. W 1996 roku Instytut Jad Waszem podjął decyzję o przyznaniu Marianowi Sikorskiemu tytułu Sprawiedliwego wśród Narodów Świata.
Zarówno w czasie I jak i II wojny światowej Szerzyny były areną działań wojennych, czego pozostałością są cmentarze wojskowe i pomniki na terenie gminy.
W latach 1975–1998 miejscowość administracyjnie należała do województwa tarnowskiego. W 1999 r. znalazła się w granicach powiatu jasielskiego w województwie podkarpackim. Jednak miejscowość leżąca bliżej Jasła niż Tarnowa była bardziej związana historycznie i gospodarczo z Tarnowem, co zaowocowało przyłączeniem od 2003 r. miejscowości do powiatu tarnowskiego w województwie małopolskim (po referendum gminnym z 1999 r., w którym 79,7% głosujących opowiedziało się za zmianą przynależności administracyjnej).

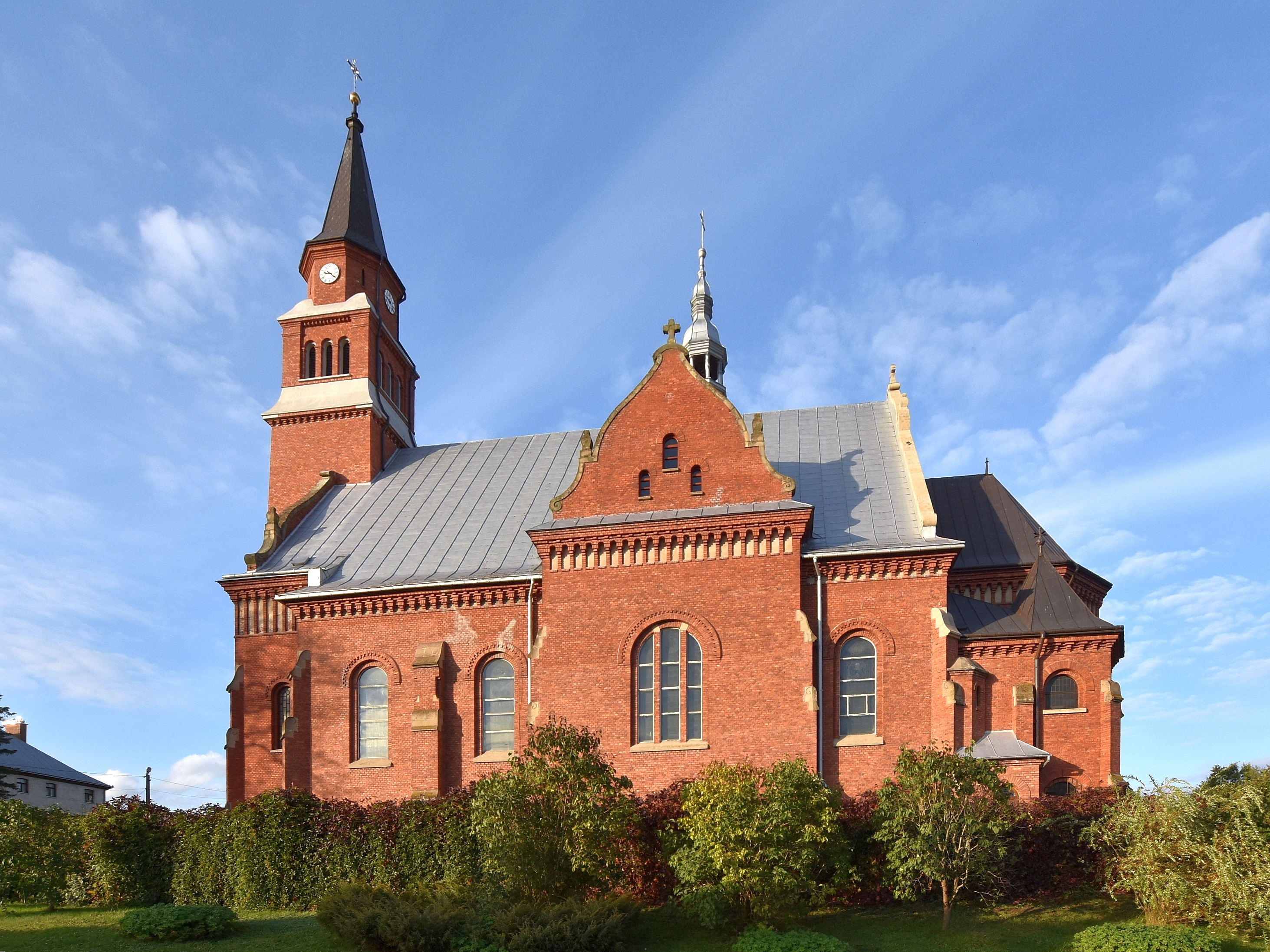
Kościół parafialny
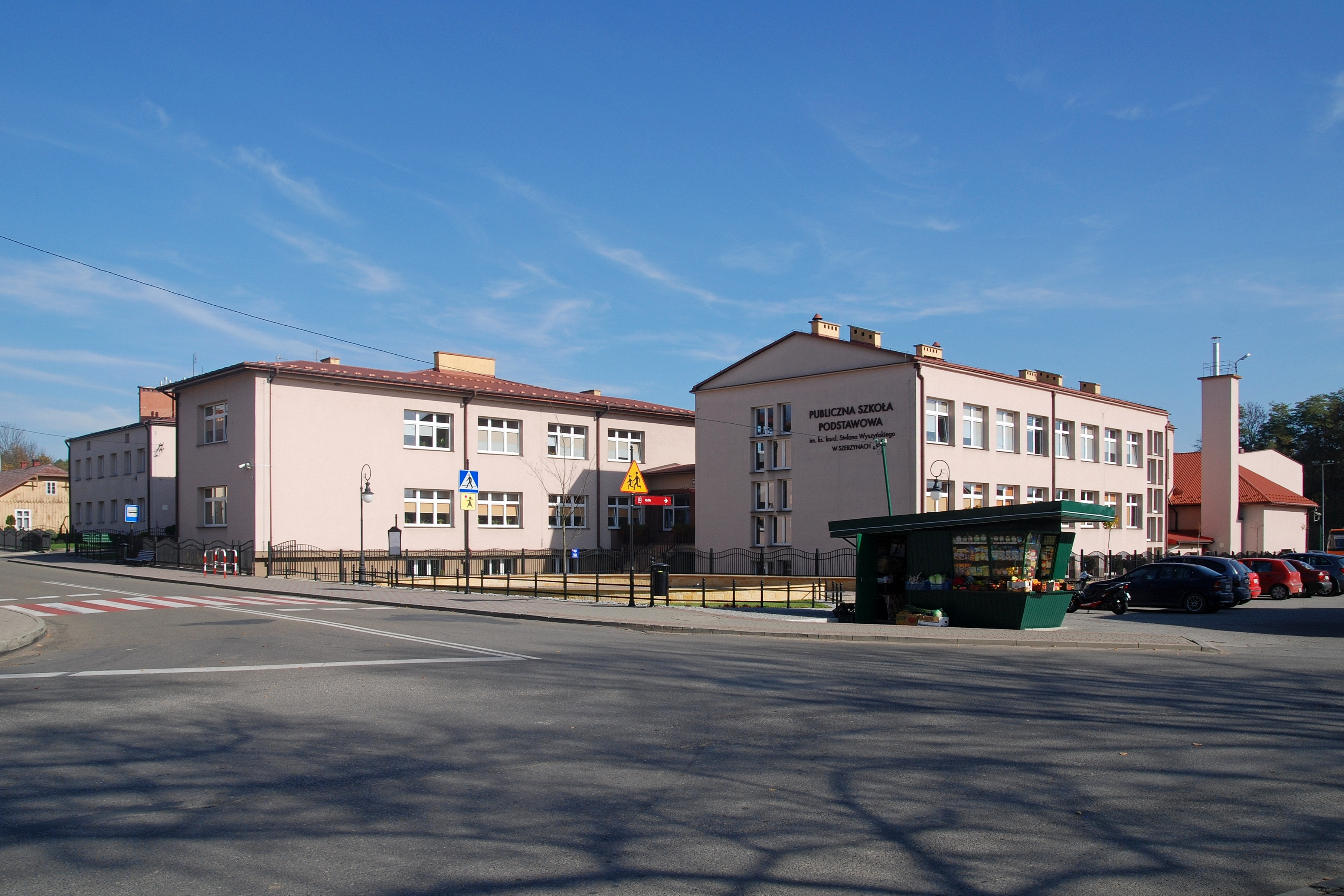
Szkoła
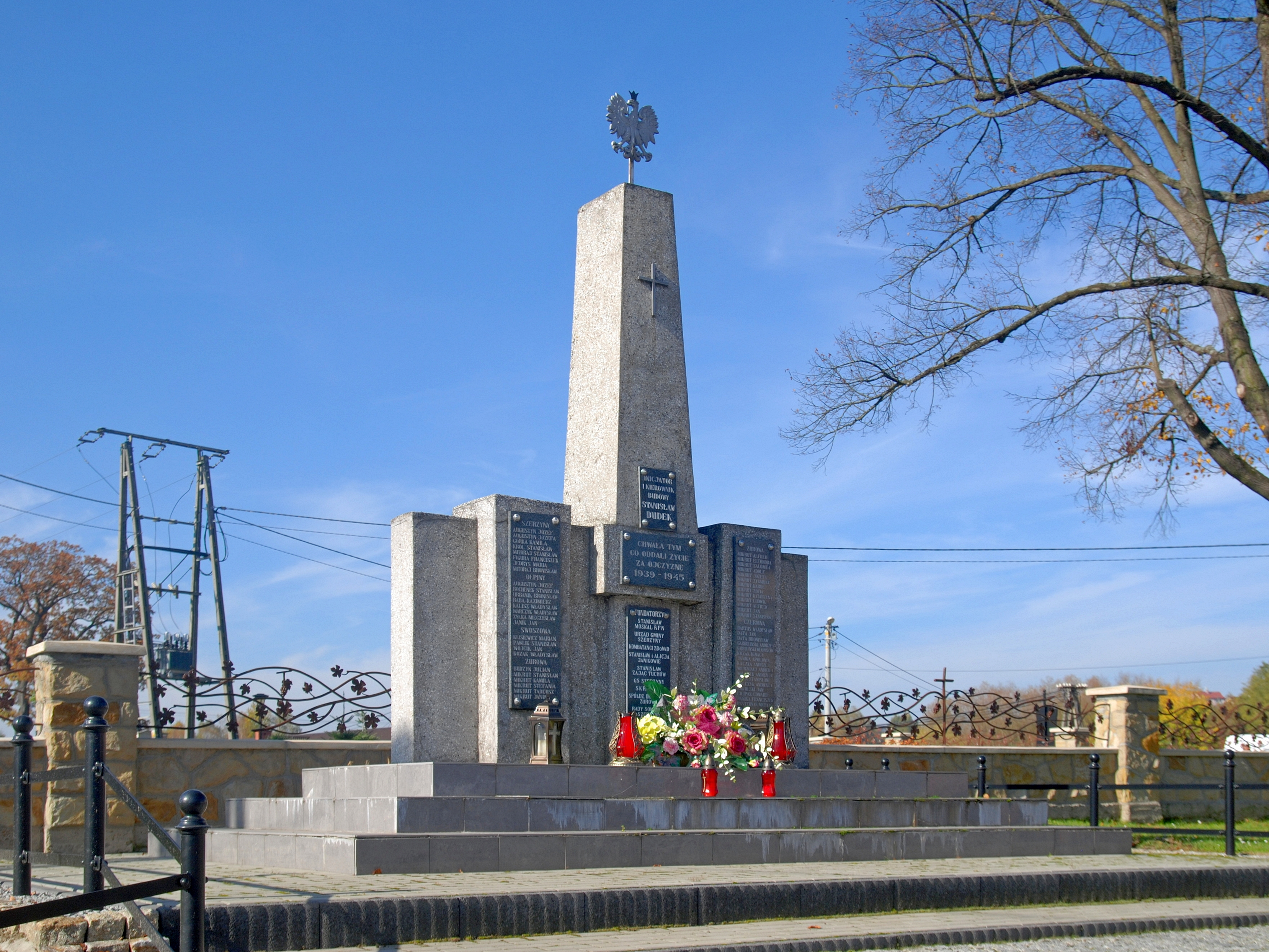
Pomnik

## Zabytki
Obiekty wpisane do rejestru zabytków nieruchomych województwa małopolskiego.
- Kościół parafialny pw. Matki Boskiej Szkaplerznej;
- dwór, obecnie plebania;
- cmentarz wojenny nr 31;
- cmentarz wojenny nr 32;
- cmentarz wojenny nr 33.

Pierwsza wzmianka o parafii w Szerzynach pochodzi z 1513 r. Poprzedni drewniany kościół wzniesiony w 1565 r., został zniszczony przez pożar w 1933 r. Obecny kościół zbudowany został w latach 1927-28 według projektu architekta Stanisława Majerskiego, pod kierunkiem budowniczego Franciszka Boratyńskiego. Konsekracji kościoła dokonał w 1929 r. bp sufragan tarnowski Edward Komar.
ARCHITEKTURA. Eklektyczny, murowany z cegły z użyciem kamienia. Trójnawowy, halowy z krótkim prezbiterium zamkniętym trójbocznie, po bokach którego dwie symetryczne przybudówki, mieszczące zakrystię i składzik. Przy nawie od frontu wieża z dwiema kruchtami po bokach. Na zewnątrz kościół opięty uskokowymi przyporami. Elewacje boczne nieznacznie zryzalitowane, zwieńczone szczytami falistymi. Wieża częściowo wtopiona w fasadę, nakryta ostrosłupowym hełmem. Kościół nakryty dachami dwuspadowymi i pulpitowymi z wieżyczką na sygnaturkę z latarnią. Wewnątrz sklepienia krzyżowe na gurtach, wsparte na kwadratowych filarach międzynawowych. Nawa główna otwarta do naw bocznych półkolistymi arkadami. Polichromia wnętrza figuralna i ornamentalna, malowana w 1945 r. przez Stanisława Szmuca.
WYPOSAŻENIE WNĘTRZA. Część wyposażenia pochodzi z poprzedniego kościoła drewnianego. Ołtarz główny rokokowy z 2. poł. XVIII w., z obrazem Matki Boskiej z Dzieciątkiem na półksiężycu, późnorenesansowym z początku XVII w., malowanym na desce, w zwieńczeniu owalny obraz św. Franciszka przed NMP, współczesny ołtarzowi. Cztery ołtarze boczne, trzy z nich rokokowe z 2. poł XVIII w.: 1. z rzeźbami śś. Agnieszki i Katarzyny oraz obrazem św. Józefa; 2. z rzeźbami śś. Barbary i zapewne Doroty oraz obrazami: Matki Boskiej Bolesnej z XVII w. w polu głównym oraz owalnym Ecce Homo w zwieńczeniu, współczesnym ołtarzowi; 3. rokokowy z 2. poł XVIII w.; 4. neobarokowy z XX w. Chrzcielnica i ambona neobarokowe z XIX/XX w. Konfesjonał późnorenesansowy z XVII w. Organy 16-głosowe wykonane w 1970 r. przez Stanisława Wilewskiego z Nockowej. Krucyfiks barokowy z 3. ćw. XVII w..

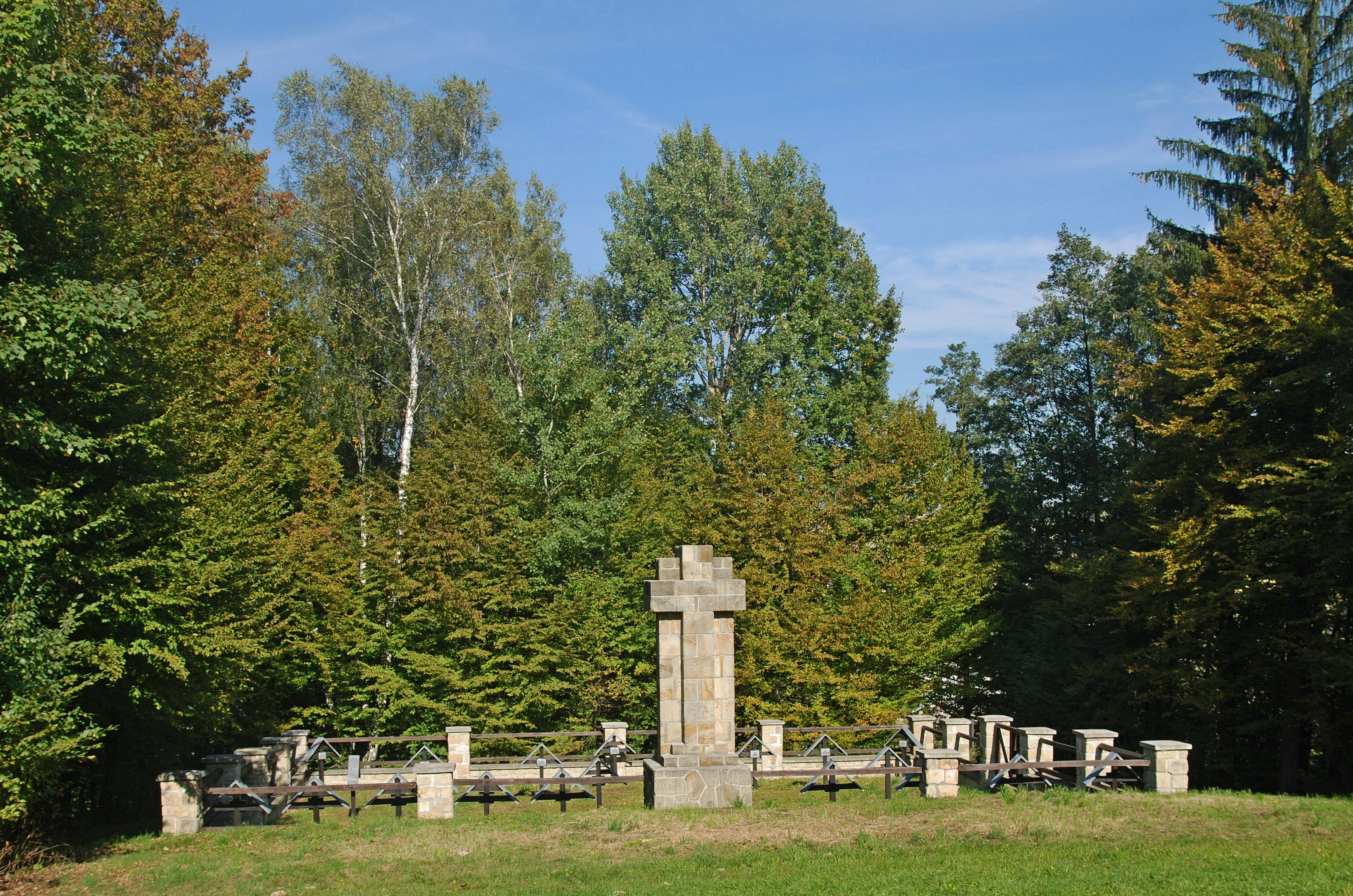
Cmentarz wojenny nr 31
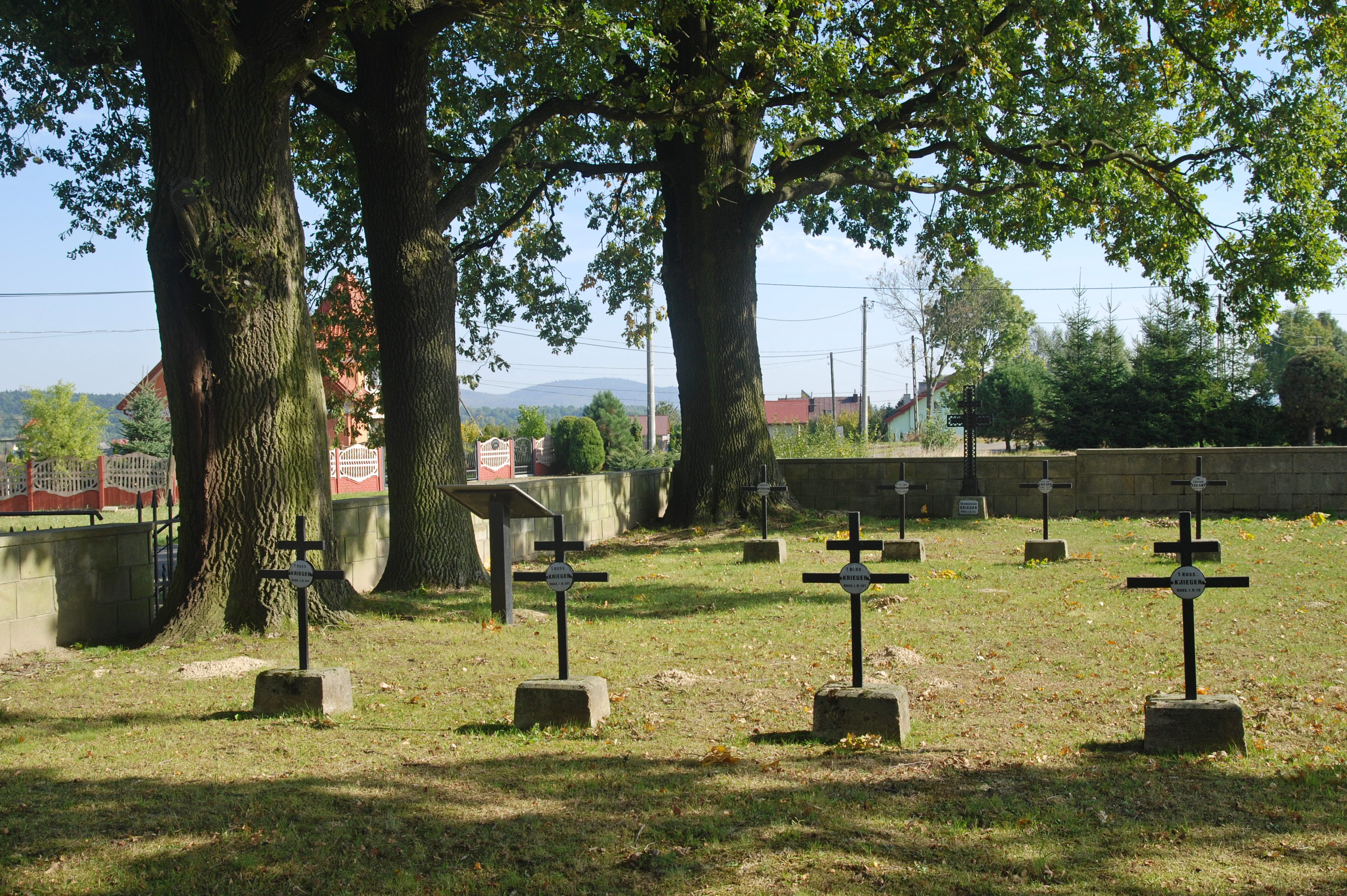
Cmentarz wojenny nr 32
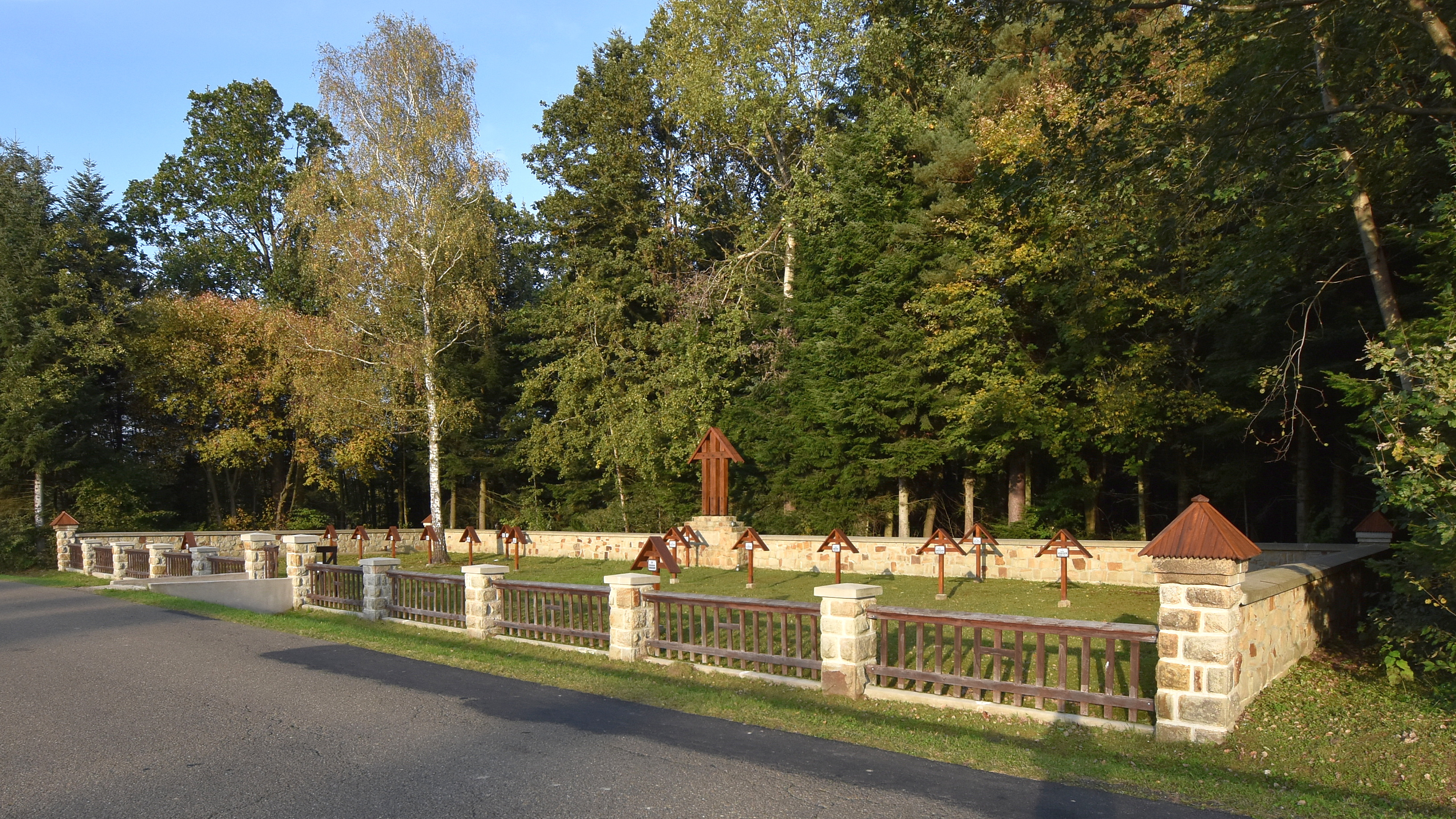
Cmentarz wojenny nr 33

### Inne obiekty

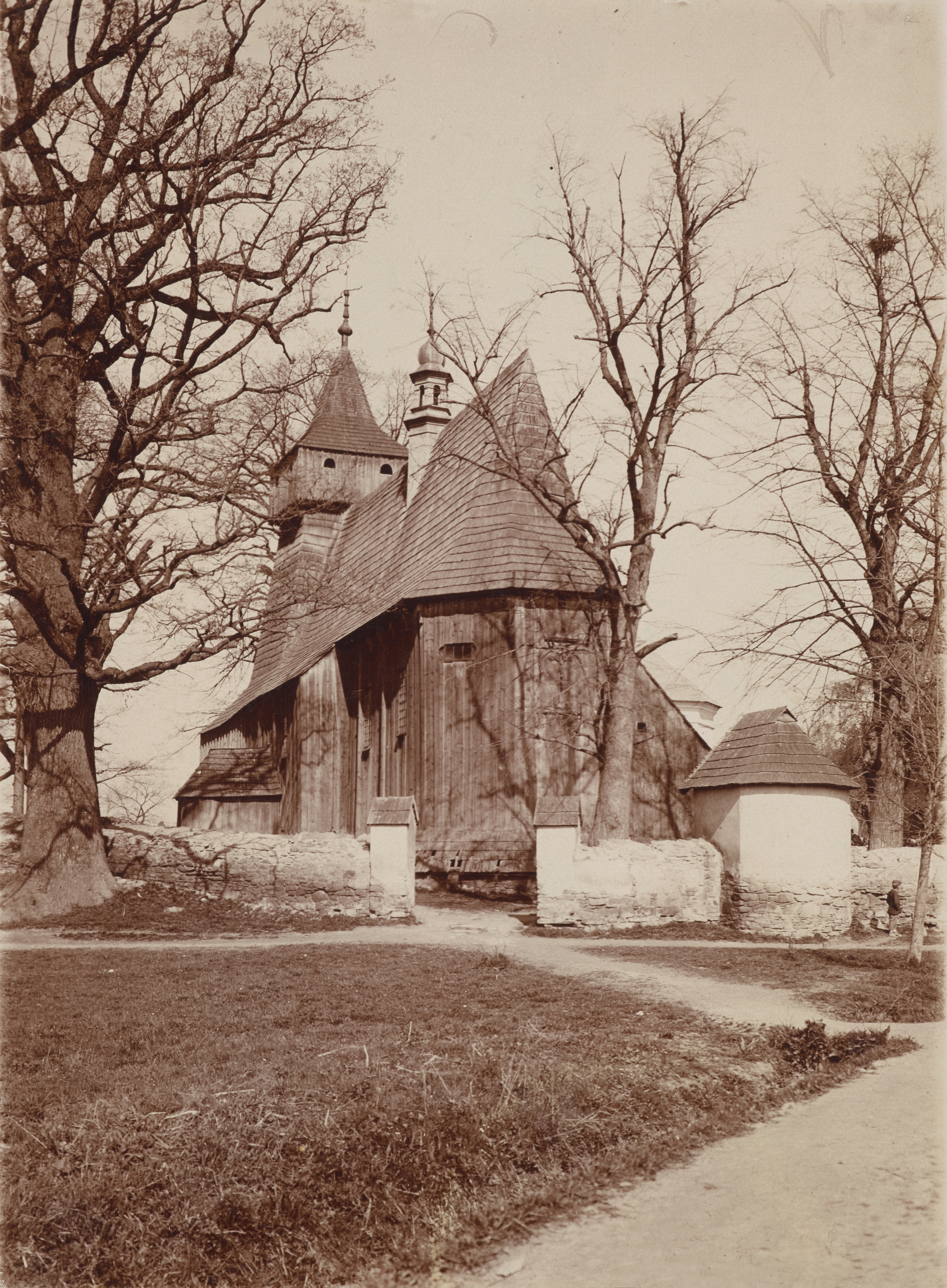
Niezachowany kościół drewniany

Do roku 1933 na tzw. obecnie „Kościelisku” w centrum wsi stał modrzewiowy kościół pw. Wszystkich Świętych. Został on wybudowany w 1565 roku w stylu późnego gotyku i kryty był gontem. W 1687 roku dostawiono do niego murowaną kaplicę. Cały plac otoczony był parkanem wykonanym z piaskowca. Ściany były pokryte polichromią rokokową przedstawiającą postacie świętych. Wewnątrz znajdowały się bogate ołtarze, ambona, belka tęczy o ozdobnym wykroju, sprawione w latach 1746–1761 przez ówczesnego proboszcza, ks. Tomasza Słowińskiego. Był to wyjątkowo piękny kościół z wieżą izbicową nakrytą hełmem ostrosłupowym. Niestety, w 1933 roku został zniszczony przez pożar i doszczętnie spłonął.
Kościelisko ogrodzone – ogrodzeniem w postaci słupów z kamiennych ciosów połączonych metalowymi elementami. W jego obwodzie stoi drewniany krzyż. W miejscu dawnego przykościelnego cmentarza znajduje się kamienny nagrobek – obelisk na profilowanym postumencie, w narożach kamienia słupy połączone łańcuchami stanowią jego otoczenie. Na obelisku umieszczona jest płyta nagrobna kolatortki Teofili Uniatyckiej i Zofii Kochanowskiej. Zachowały się resztki starodrzewu lipy. Od wschodniej strony kościeliska stoi pomnik upamiętniający mieszkańców gminy poległych w czasie II wojny światowej.

## Religia
- Parafia Matki Bożej Różańcowej w Szerzynach